# 服部研二
服部 研二（はっとり けんじ、1948年 - ）は、日本の考古学者、文明学者。

## 略歴
福岡県八幡市（現・北九州市八幡西区）出身。1973年明治大学文学部考古学専攻卒、1975年同大学院修士課程修了。高校教師を経て、香蘭女子短期大学教授（2017年退職）。この間、同短期大学国際教養学科長、同図書館長、北九州市立大学、山口大学の非常勤講師、比較文明学会理事など。また2006年には、アクシス玄海で開催されたシンポジウム「沖ノ島から文明を考える」（比較文明学会主催、宗像市・宗像観光協会・沖ノ島物語実行委員会・宗像大社共催）の実行委員長を務めた。現在、香蘭女子短期大学名誉教授。1989年『太平洋』（共訳）で日本翻訳文化賞 (平松)受賞。

## 著書
- 『謎の古代遺跡を歩く』（葦書房 1982　中公文庫 1983）
- 『北九州を歩く』（共著　海鳥社　1987）
- 『太平洋諸島百科事典』（共著　原書房　1989）
- 『水底が語る日本史の謎 湖・海・池底に眠る遺跡と伝説とロマン』（日本文芸社 1991）
- 『国際社会で活躍した日本人』（共著　弘文堂2009）
- 『文明の未来ーいまあらためて比較文明学の視点から』（共著　東海大学出版部　2014）
- 『天皇と日本文明ー王権の比較文明学』（共編著　東海大学出版部　2021）
- 『人類と文明のゆくえー危機に挑戦する比較文明学』（共著、東海教育研究所、2023）

### 翻訳
- フランシス・マジェール『イースター島の巨石文明』早津敏彦共訳 大陸書房 1972
- ロバート・C.サッグス『ポリネシアの島文明』早津敏彦共訳 大陸書房 1973
- R.J.C.アトキンソン『ストーンヘンジ』中公文庫 1986
- ロバート・ウォーカップ『幻想の古代文明』中公文庫 1988
- ピーター・ベルウッド『太平洋 東南アジアとオセアニアの人類史』植木武共訳 法政大学出版局 1989
- グレイアム・クラーク『空間、時間、そして人類 時空認識の人類史』法政大学出版局 1995
- エバーハート・ツァンガー『天からの洪水 アトランティス伝説の解読』新潮社 1997